# Gerromorpha
Infra-ordre
Les Gerromorpha sont l'un des sept infra-ordres d'insectes hétéroptères. Ils vivent à la surface de l'eau. On en distingue 2 120 espèces.

## Caractéristiques
Les Gerromorpha sont des insectes pourvus d'un rostre piqueur-suceur et à antennes, caractéristique permettant de les distinguer des punaises aquatiques de l'infra-ordre des Nepomorpha. Et contrairement à ces derniers, ils vivent à la surface de l'eau, pour la plupart en eaux douces, mais avec quelques espèces marines. La tête porte trois ou quatre paires de grandes trichobothries à la marge interne des yeux, insérés dans des fossettes, ce qui les distingue des autres hétéroptères terrestres. Les antennes ont quatre ou cinq articles. Ils ont la face ventrale couverte d'une dense pubescence soyeuse. Ils peuvent être aptères (sans ailes), brachyptères (à ailes réduites) ou macroptères (à ailes complètes). Les hémélytres ont un clavus, une corie et une membrane peu distincts.  

## Classification
Les Gerromorpha sont divisés en quatre super-familles et huit familles:  
- Super-famille des Mesovelioidea
  - famille des Mesoveliidae, 12 genres, 46 espèces
- Super-famille des Hebroidea
  - famille des Hebridae, 9 genres, 221 espèces
- Super-famille des Hydrometroidea
  - famille des Hydrometridae, 7 genres, 126 espèces
  - famille des Macroveliidae, 3 genres, 3 espèces
  - famille des Paraphrynoveliidae, 1 genre, 3 espèces
- Super famille des Gerroidea:
  - famille des Gerridae, 67 genres, 751 espèces
  - famille des Hermatobatidae, 1 genre, Hermatobates, 9 espèces
  - famille des Veliidae, 61 genres, 962 espèces

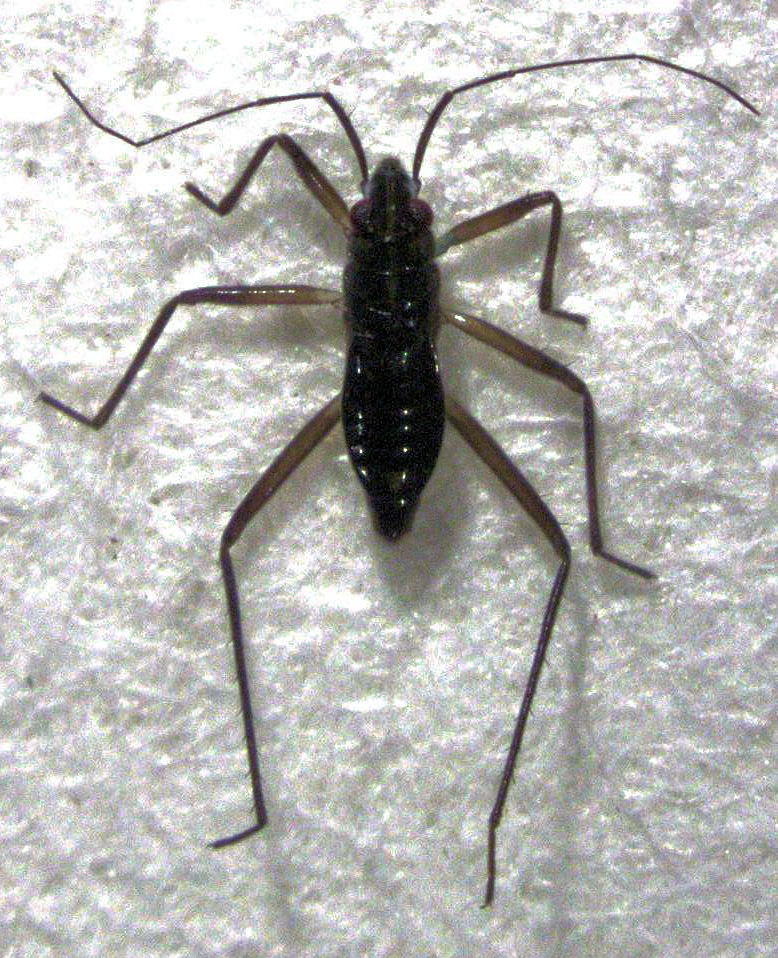
Mesoveliidae : Mesovelia hackeri, Nlle-Zélande.
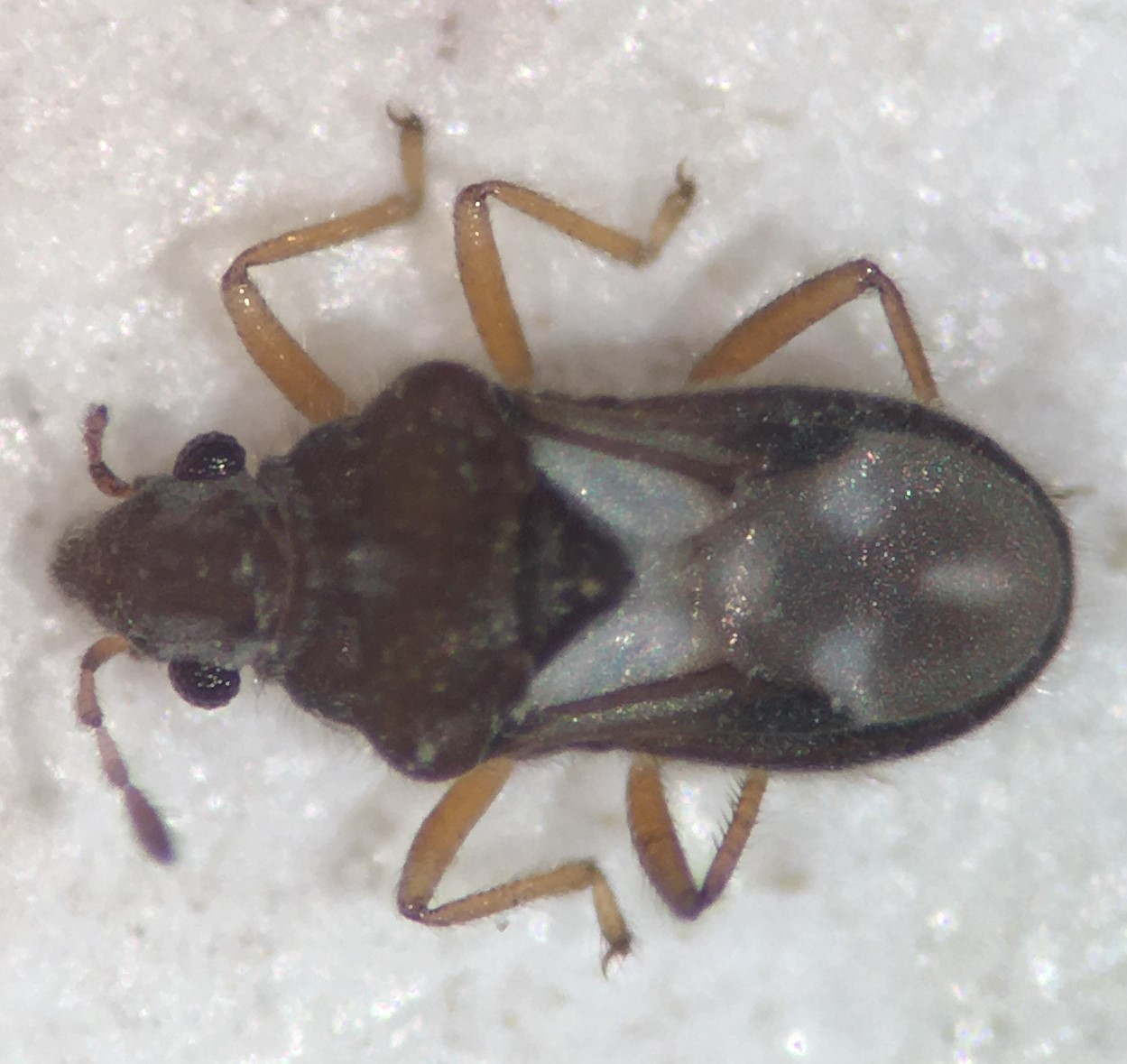
Hebridae : Merragata hebroides, Floride (États-Unis).
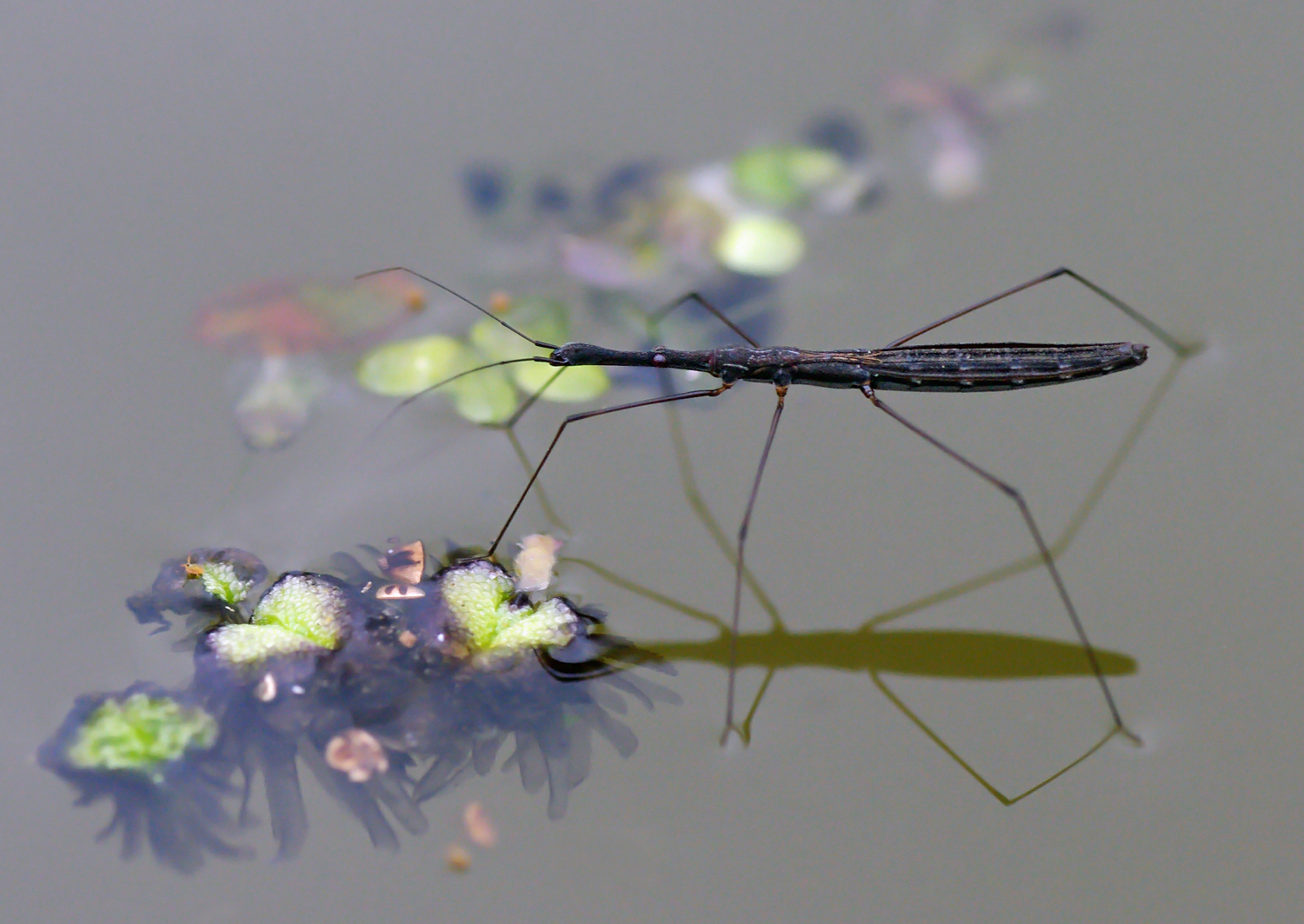
Hydrometridae : Hydrometra stagnorum, Allemagne.
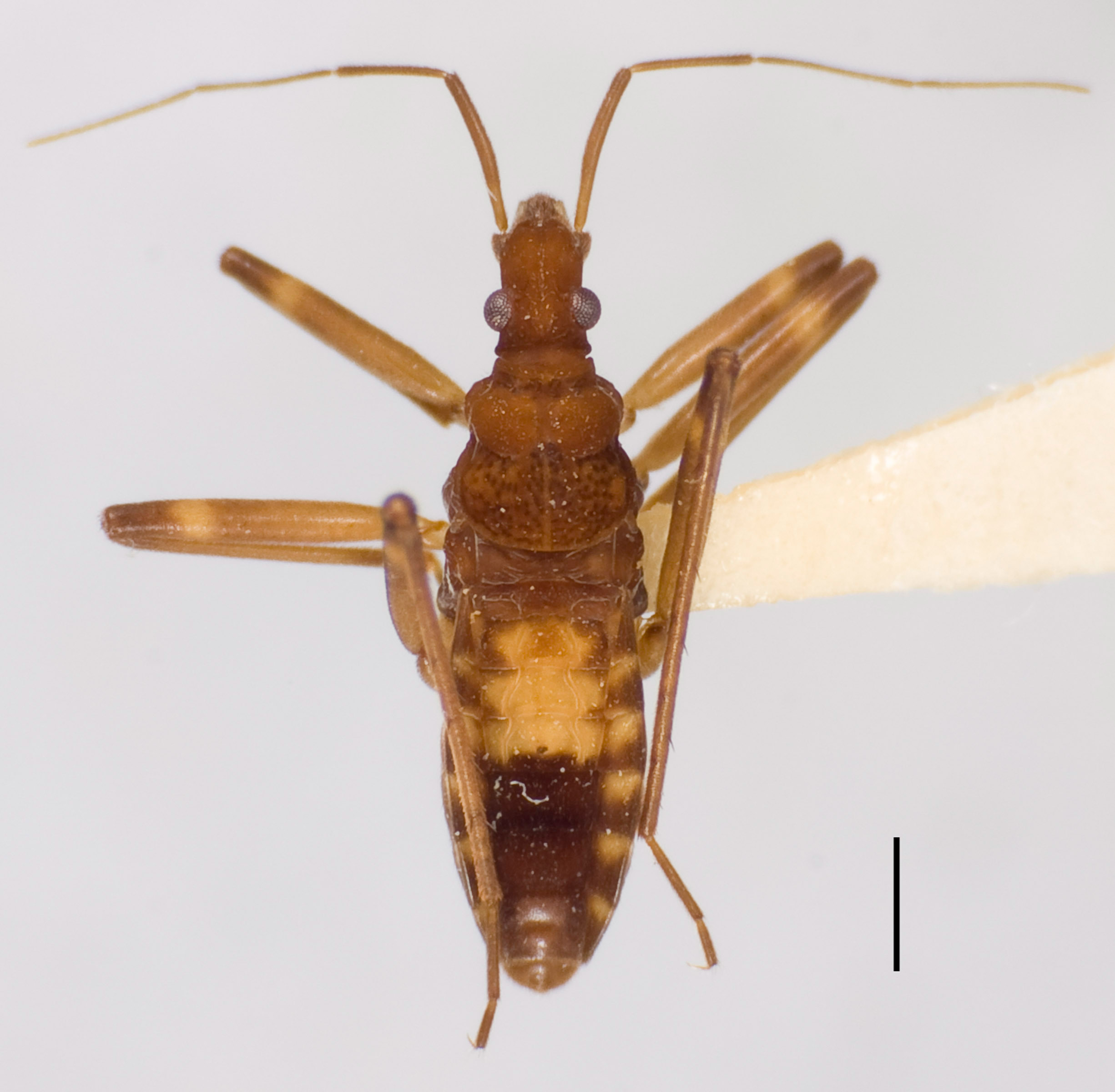
Macroveliidae : Oravelia pege.
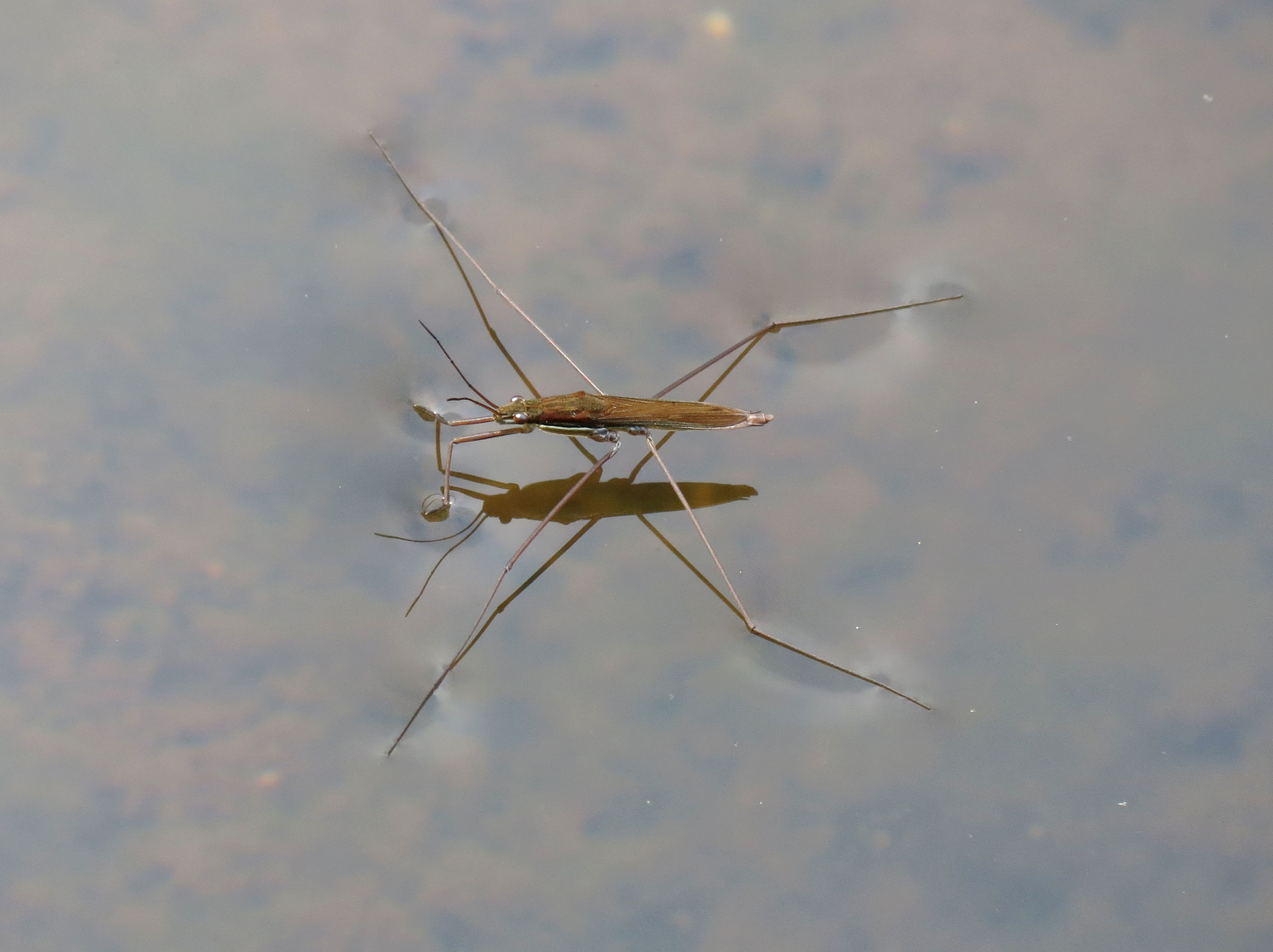
Gerridae : Limnoporus notabilis, Idaho, (États-Unis).
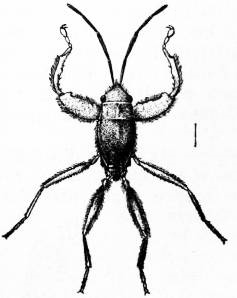
Hermatobatidae : Hermatobates haddoni.
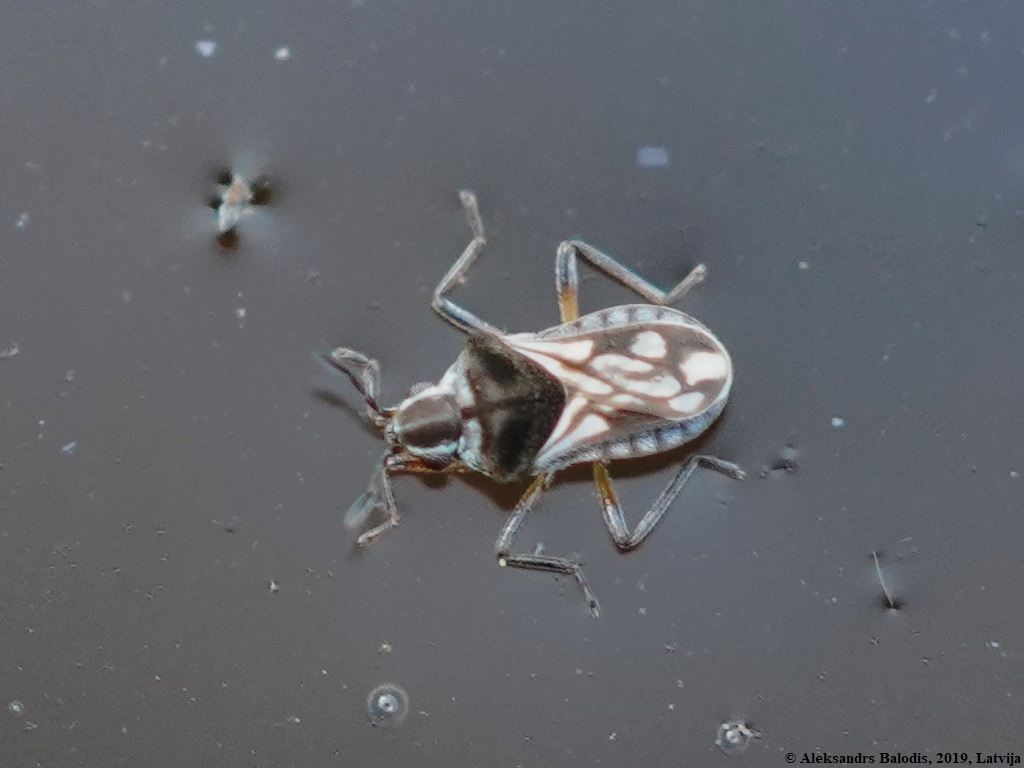
Veliidae, Microveliinae: Microvelia reticulata.